# Vila Baleira
Vila Baleira est la ville principale et l'unique municipalité de l'île de Porto Santo, dans l'archipel portugais de Madère. En 1996, la commune obtient le statut de ville. La population était de 5 483 habitants en 2011.
A proximité se trouve à proximité l'Aéroport de Porto Santo.